# Establo Otowayama

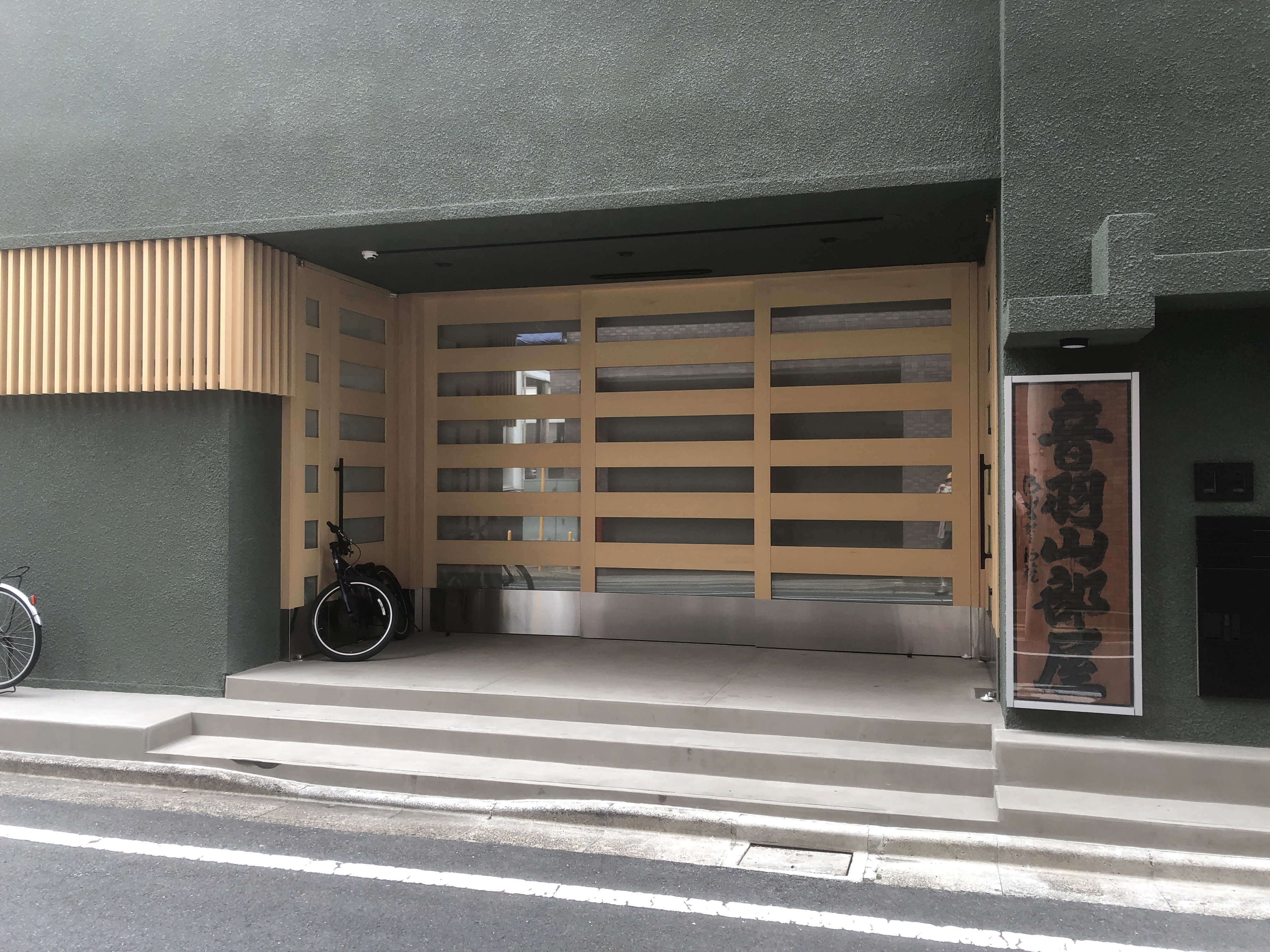
Entrada principal del Establo Otowayama

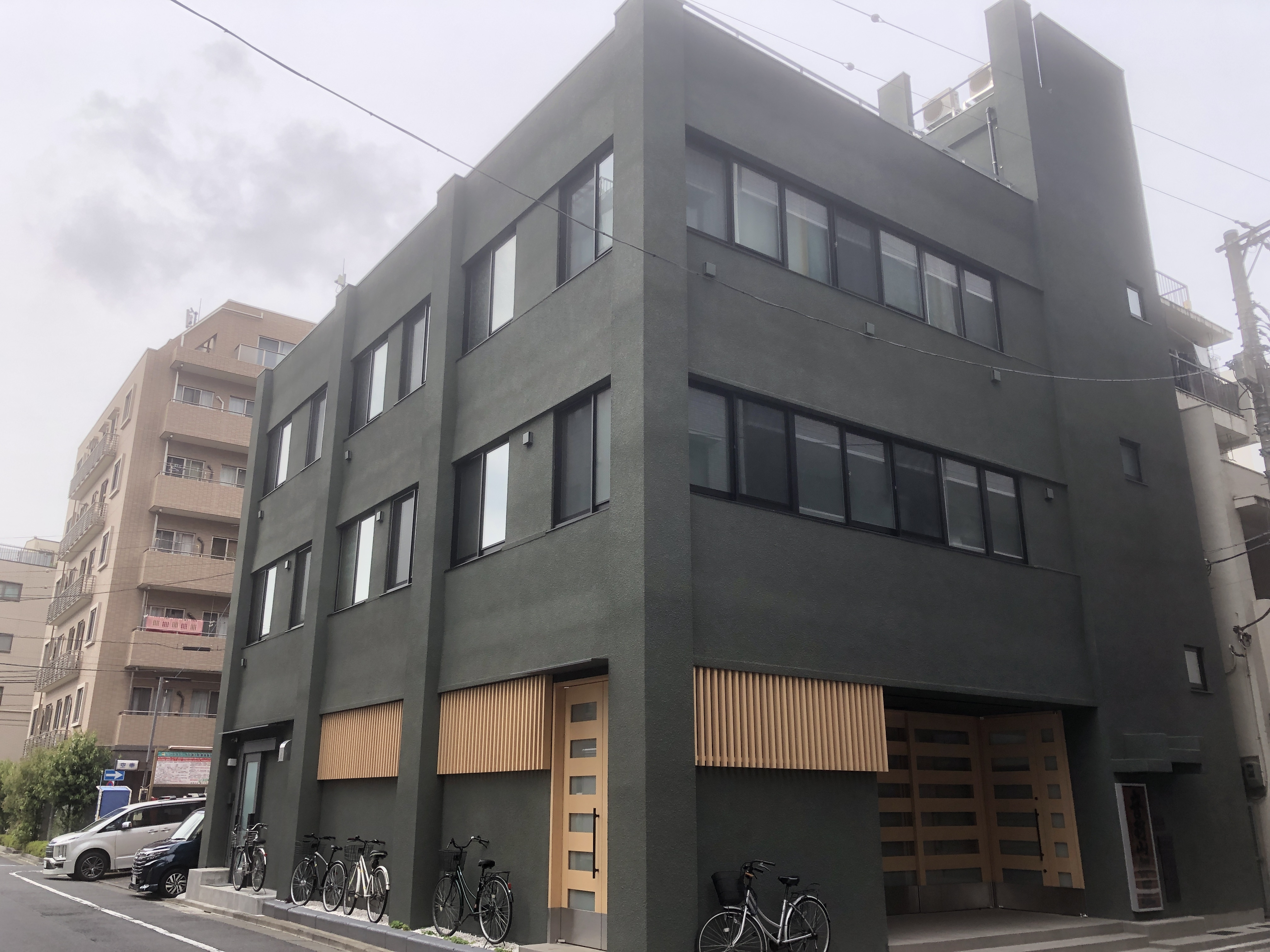
Fachada exterior del Establo Otowayama

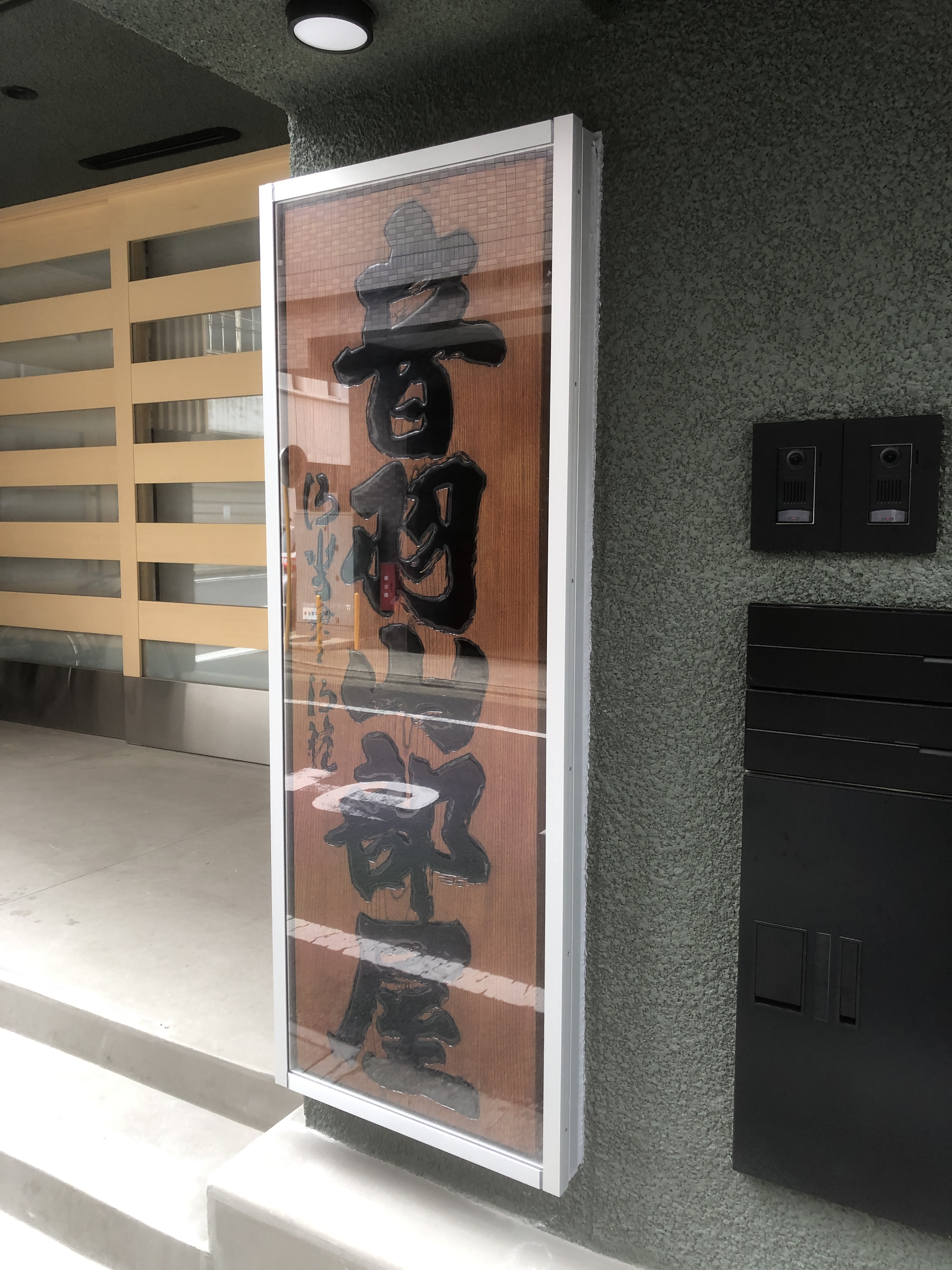
Placa de madera con el nombre del Establo Otowayama

El Establo Otowayama (音羽山部屋, Otowayama-beya) es un establo de entrenamiento de sumo profesional. El establecimiento forma parte del ichimon Tokitsukaze. Fue fundado en diciembre de 2023 por el septuagésimo primer (71°) yokozuna Kakuryū Rikisaburō tras independizarse del establo Michinoku. Para septiembre de 2024, el establo poseía un total de 6 luchadores.

## Historia
El 27 de diciembre de 2023, la Asociación Japonesa de Sumo anunció que Kakuryū heredaría la posición de maestro/anciano Otowayama, la cual había quedado vacante a principios de ese año tras el cambio de nombre del ex maegashira Tenkaihō. Adicionalmente, Kakuryū recibió la aprobación para independizarse del establo Michinoku y fundar su propio establo con dos luchadores y un tokoyama de alto rango. Esto marcó el restablecimiento del establo Otowayama desde que la última generación cerró hace 78 años. El establo se encuentra ubicado en un edificio de tres pisos dentro del barrio especial de Sumida de la ciudad de Tokio, y el cual había sido utilizado por el gobierno local antes de ser reacondicionado como un establo de sumo.
En abril de 2024, el establo inauguró su placa de madera con el nombre del recinto caligrafiado por Mori Kiyonori, el sacerdote líder del templo Kiyomizu-dera de la ciudad de Kioto, y el cual es conocido por escribir los emblemáticos kanjis del año en Japón. Durante el mismo mes, el establo alojó al ōzeki Kirishima y a su maestro del establo Michinoku (ex ōzeki Kirishima Kazuhiro) tras haber sido transferidos debido al cierre de este último al haber alcanzado la edad de retiro obligatoria establecida por la Asociación Japonesa de Sumo.

## Dueños
- 2023–presente: El vigésimo cuarto (24°) Otowayama Rikisaburō (iin, el septuagésimo primer (71°) yokozuna Kakuryū)[2]

## Luchadores activos destacados
- Kirishima (mejor rango: ōzeki)

## Entrenadores
- Michinoku Kazuhiro (san'yo, ex ōzeki Kirishima Kazuhiro)

## Yobidashi
- Shin (makushita yobidashi, de nombre real: Shinnosuke Yamaki)

## Tokoyama
- Tokotsuru (tokoyama de clase especial)

## Ubicación y acceso
Mukojima 2-17-11, barrio especial de Sumida, Tokio. A 13 minutos caminando desde la Estación Honjo-Azumabashi (Línea Toei Asakusa)